# Johnstown (Nebraska)
Pour les articles homonymes, voir Johnstown.
Johnstown est un village du comté de Brown, dans l'État du Nebraska, aux États-Unis. En 2020, il comptait une population de 47 habitants.